# Pabwehshi
Pabwehshi is een geslacht van uitgestorven Mesoeucrocodylia uit het Laat-Krijt. 
Het is gebaseerd op GSP-UM 2000, een gedeeltelijke snuit en bijbehorende onderkaakelementen, waaraan een andere snuit is toegewezen, specimen GSP-UM 2001. Deze exemplaren werden bij Vitakri gevonden in de Boven-Krijt-gesteenten van het Maastrichtien van de Pab-formatie in Balochistan, Pakistan, en vertegenwoordigen de eerste diagnostische crocodyliforme fossielen uit het Krijtgesteente van Zuid-Azië. Pabwehshi had in elkaar grijpende gekartelde tanden in zijn snuit die een 'zigzag' snijkant vormden. Pabwehshi werd in 2001 benoemd door Jeffrey A. Wilson e.a. De typesoort is Pabwehshi pakistanensis. De geslachtsnaam combineert een verwijzing naar de Pab met Urdu wehshin, 'beest'. De soortaanduiding verwijst naar het land waar het werd gevonden. 
Het werd traditioneel geclassificeerd als een baurusuchide nauw verwant aan Cynodontosuchus en Baurusuchus. Larsson en Sues (2007) vonden een nauwe verwantschap tussen Pabwehshi en de Peirosauridae binnen Sebecia. Volgens Montefeltro et alii heeft Pabwehshi een sagittale torus op zijn maxillaire palatale platen - een kenmerk dat afwezig is bij baurusuchiden - maar ze hebben Pabwehshi niet opgenomen in hun fylogenetische analyse.